# Comuna Novolîmarivka, Bilovodsk
Novolîmarivka (în ucraineană Новолимарівка) este o comună în raionul Bilovodsk, regiunea Luhansk, Ucraina, formată din satele Kreideane, Novolîmarivka (reședința) și Razdollea.

## Demografie
Componența lingvistică a comunei Novolîmarivka
     Ucraineană (80,46%)
     Rusă (19,35%)
Conform recensământului din 2001, majoritatea populației comunei Novolîmarivka era vorbitoare de ucraineană (80,46%), existând în minoritate și vorbitori de rusă (19,35%).